# Act Like You Know (album de MC Lyte)
Pour les articles homonymes, voir Act Like You Know.
Albums de MC Lyte
Eyes on This
(1989) Ain't No Other
(1993)
Singles
1. When In Love
Sortie : 1991
2. Poor Georgie
Sortie : 1992

Act Like You Know est le troisième album studio de MC Lyte, sorti le 17 septembre 1991.
L'album s'est classé 14e au Top R&B/Hip-Hop Albums et 102e au Billboard 200.

## Liste des titres
| No  | Titre                                      | Contient un (des) sample(s) de | Durée |
| --- | ------------------------------------------ | --- | ----- |
| 1.  | When In Love                               | | 3:58  |
| 2.  | Eyes Are the Soul                          | | 3:53  |
| 3.  | Search 4 the Lyte                          | More Peas de Fred Wesley and The J.B.'s Dazz de Brick Funky Drummer de James Brown | 3:21  |
| 4.  | Act Like You Know                          | | 3:50  |
| 5.  | Mickey Slipper (Interlude)                 | | 1:36  |
| 6.  | Poor Georgie                               | Georgy Porgy de Toto featuring Cheryl Lynn I Wanna Be Where You Are de Michael Jackson My World Is Empty Without You des Supremes The Bubble Bunch de Jimmy Spicer Eric B. Is President d'Eric B. & Rakim Just Be Good to Me du S.O.S. Band | 4:30  |
| 7.  | Take It Off                                | Bounce, Rock, Skate, Roll de Vaughan Mason & Crew | 4:51  |
| 8.  | Beyond the Hype                            | | 4:20  |
| 9.  | All That                                   | Don't Tell a Lie About Me and I Won't Tell the Truth on You de James Brown Cozy des Bar-Kays The Song Is Familiar de Funkadelic (1975) Kool Is Back de Funk, Inc. Change the Beat (Female Version) de Beside                                | 3:10  |
| 10. | Big Bad Sister                             | Help Is on the Way des Whatnauts | 3:11  |
| 11. | Like that Anna (Interlude)                 | | 0:53  |
| 12. | Kamikaze                                   | Sport (Full Vocal Version) de Lightnin' Rod featuring Kool & the Gang | 4:10  |
| 13. | Can You Dig It                             | | 3:15  |
| 14. | Like a Virgin                              | | 4:13  |
| 15. | Lola from the Copa                         | Copacabana (At the Copa) de Barry Manilow I Want to Make Love to You So Bad d'Isaac Hayes | 3:04  |
| 16. | 2 Young 4 What                             | Groove With You des Isley Brothers Cha Cha Cha de MC Lyte Impeach the President des Honey Drippers | 3:32  |
| 17. | Absolutely Positively..... Practical Jokes | | 3:42  |
| 18. | Another Dope Intro (Interlude)             | Synthetic Substitution de Melvin Bliss | 0:43  |

| 19. | K-Rock's the Man | 2:05 |